# Countrywide Classic 2003
Il Countrywide Classic 2003 è stato un torneo di tennis giocato sul cemento. È stata la 76ª edizione del Countrywide Classic (o Mercedes-Benz Cup),  che fa parte della categoria International Series nell'ambito dell'ATP Tour 2003. Il torneo si è giocato a Los Angeles negli USA, dal 28 luglio al 3 agosto 2003.

## Campioni

### Singolare
Wayne Ferreira  ha battuto in finale  Lleyton Hewitt con il punteggio di 6–3 4–6 7–5

### Doppio
Jan-Michael Gambill /  Travis Parrott hanno battuto in finale  Joshua Eagle /  Sjeng Schalken con il punteggio di 6–4, 3–6, 7–5